# 77 Pułk Piechoty Armii Krajowej
77 Pułk Piechoty AK – jednostka sił zbrojnych Armii Krajowej utworzona na początku 1944 w ramach akcji odtwarzania struktur Wojska Polskiego sprzed 1939.

## Informacje ogólne

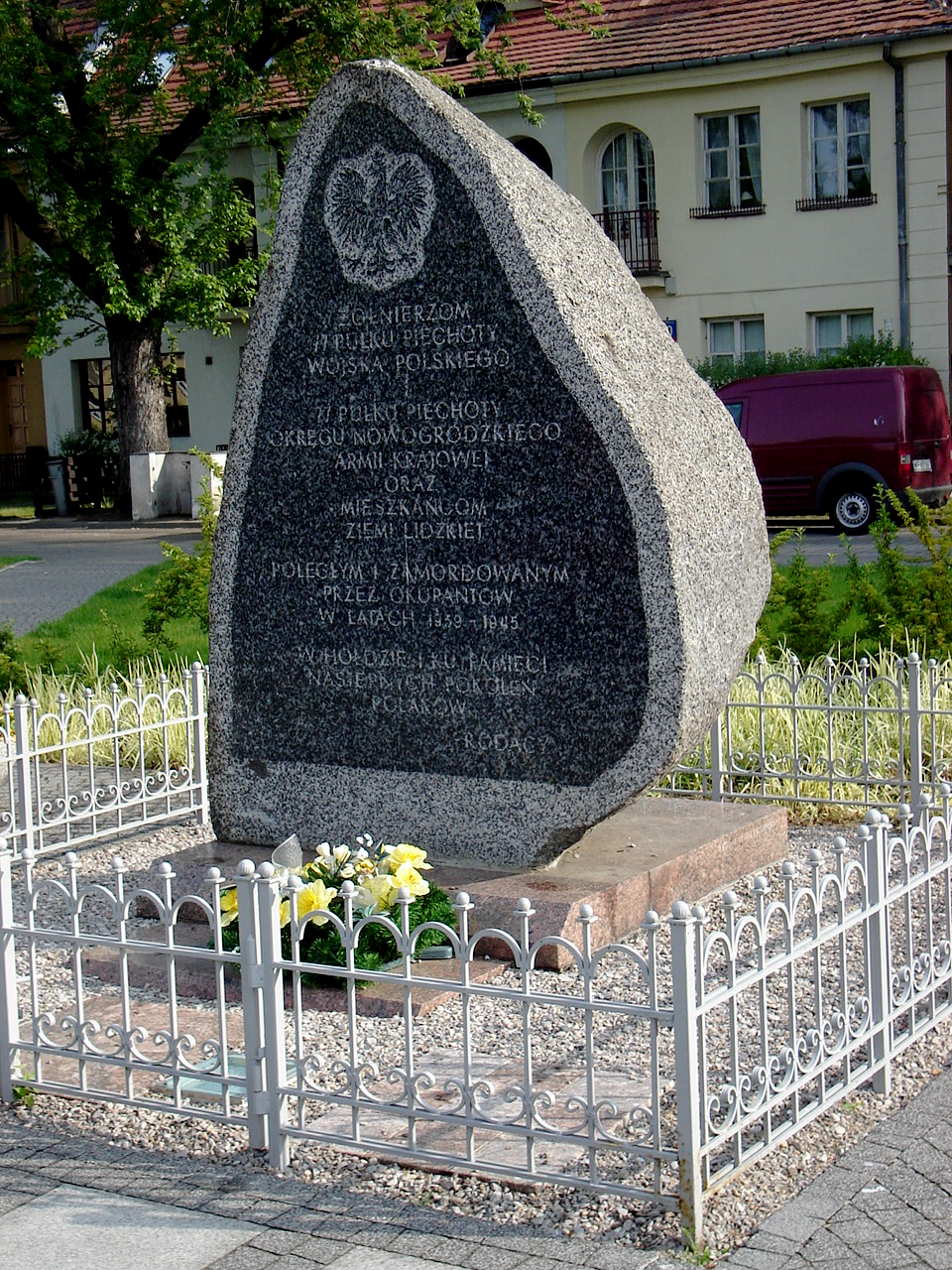
Pamiątkowy obelisk 77pp na Pl. Konfederacji w Warszawie

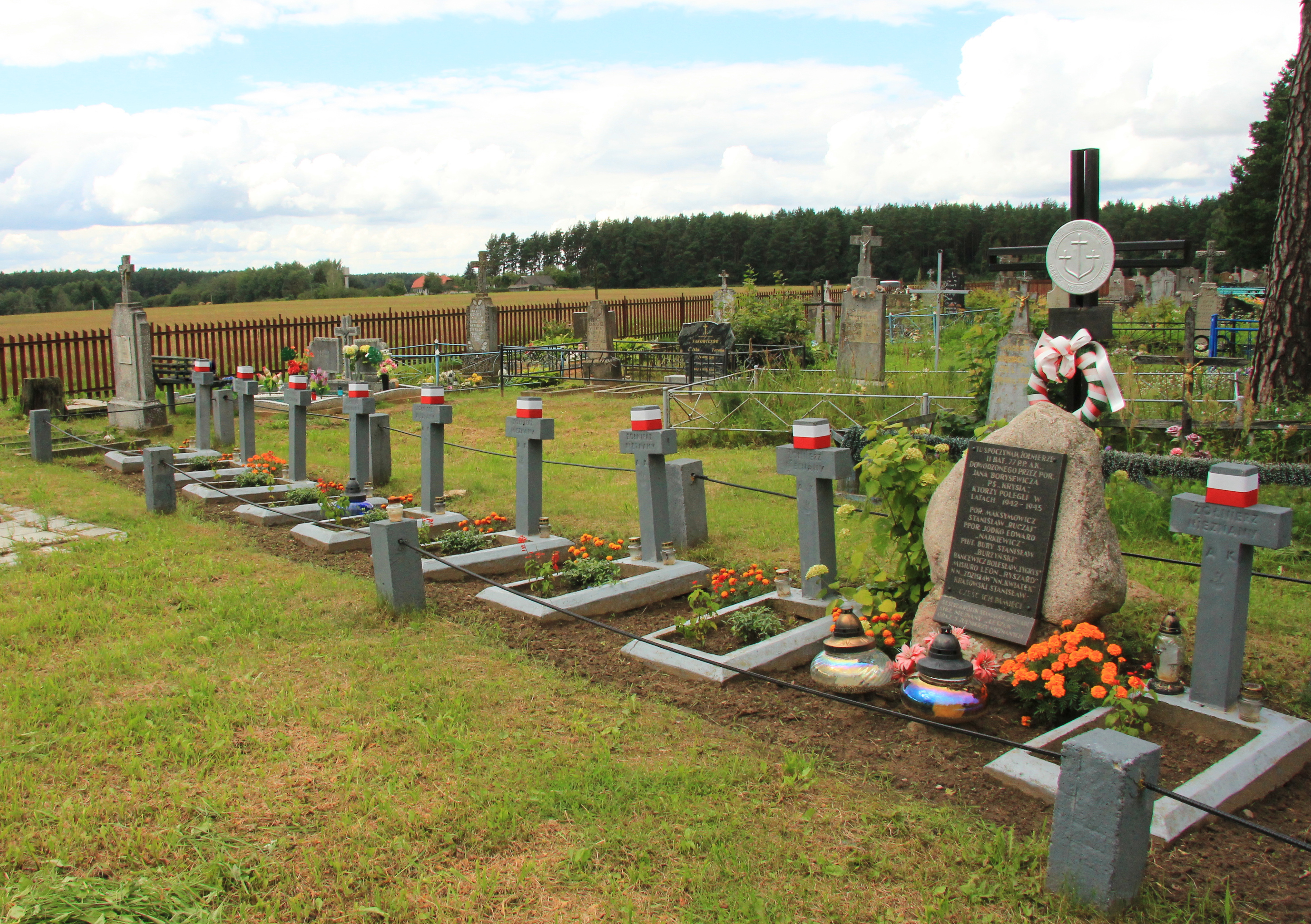
Cmentarz piętnastu żołnierzy II batalionu 77 pp w Naczy (Białoruś)

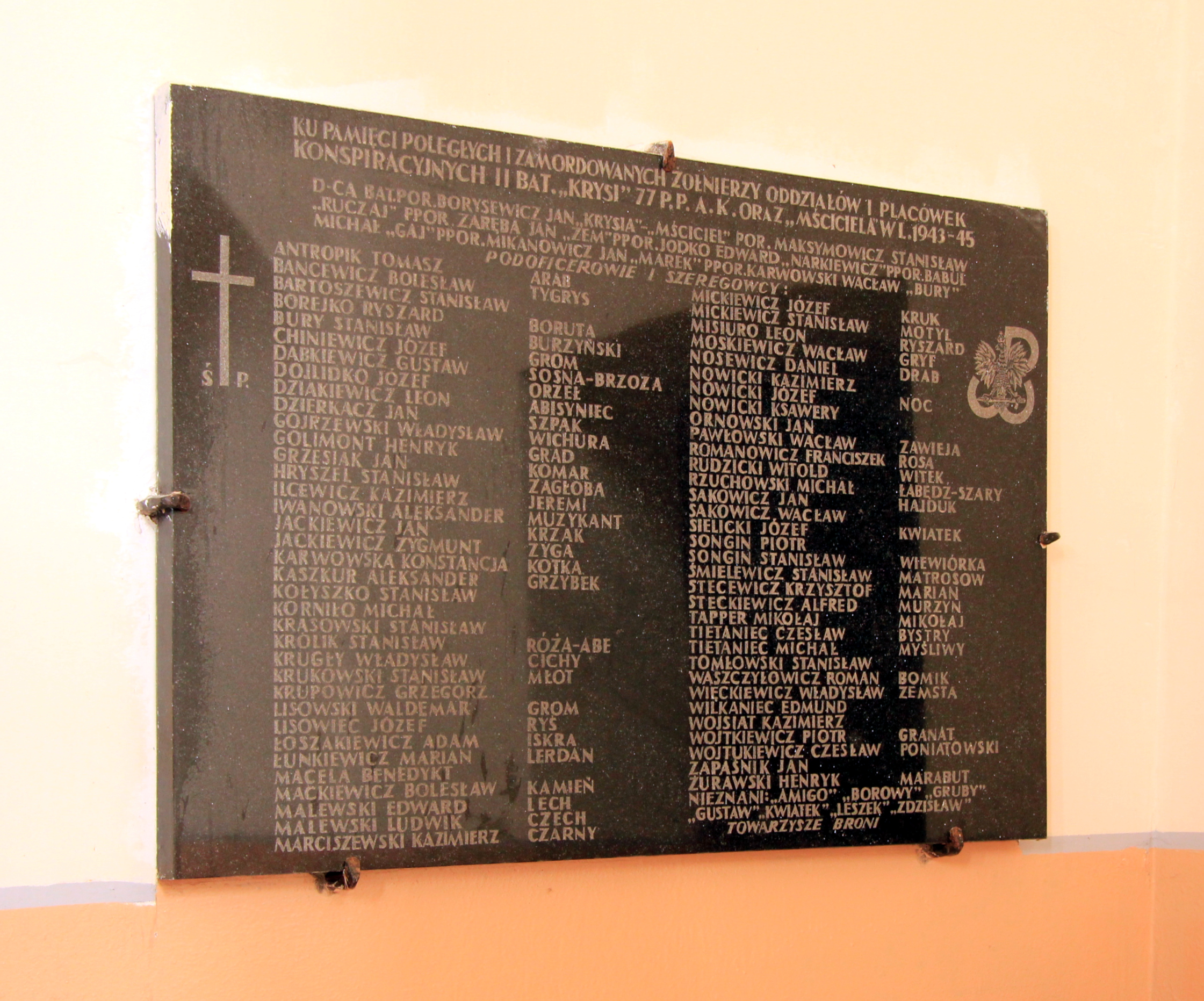
Tablica upamiętniająca poległych żołnierzy II batalionu w kościele w Naczy

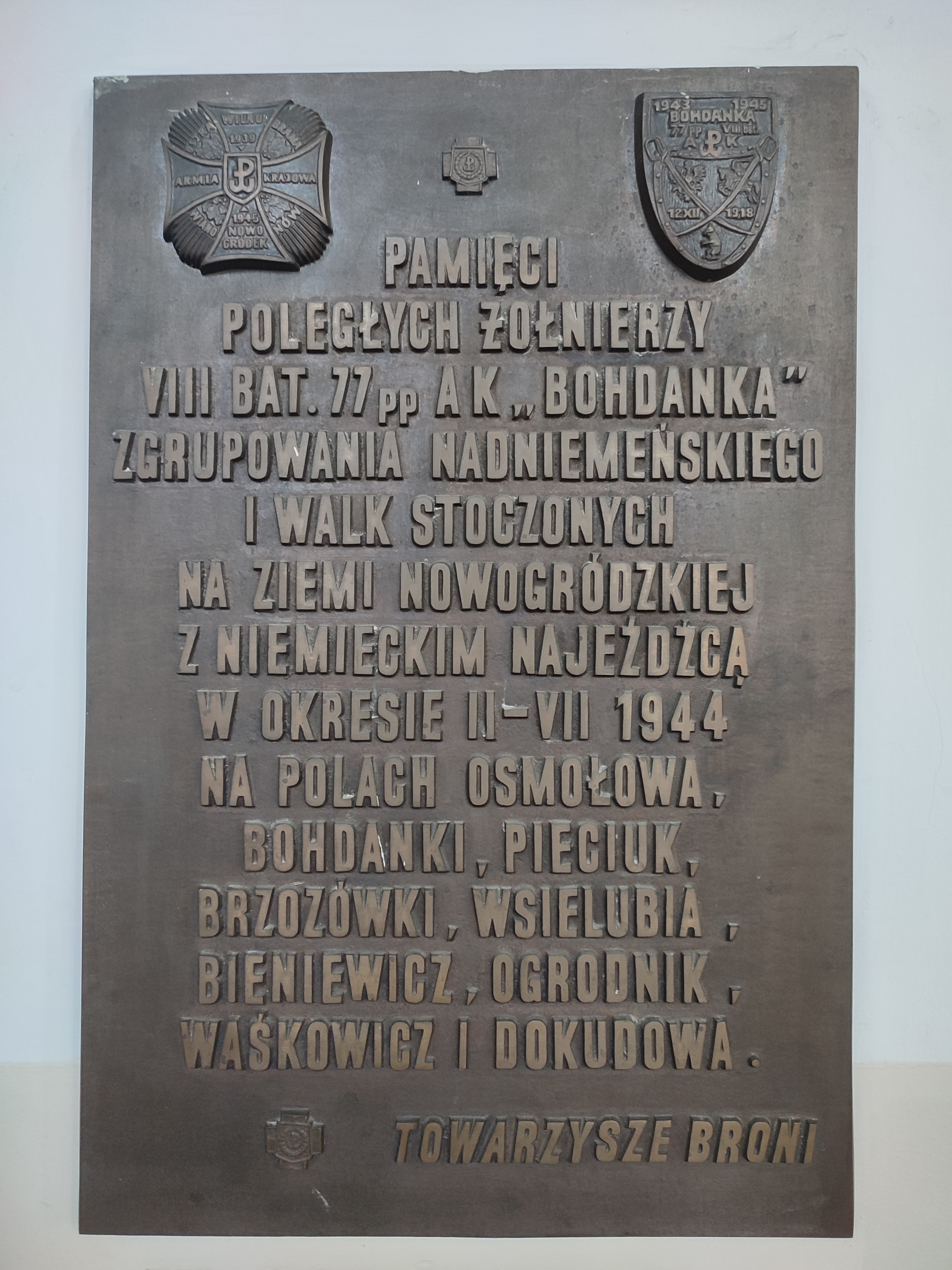
Tablica upamiętniająca poległych żołnierzy VIII batalionu „Bohdanka” 77 pp AK. Kościół św. Stanisława Kostki w Warszawie

77 pułk piechoty stacjonował przed 1939 w Lidzie i był częścią 19 Dywizji Piechoty. Odtworzony został w 1944 r. siłami Okręgu Nowogródek.
Liczebność wszystkich oddziałów wchodzących w skład 77 pp wynosiła według różnych szacunków od 5000 (w marcu 1944, zgodnie z poniższymi stanami jednostek) do blisko 7000 (przed operacją Ostra Brama). Liczby te przekraczały regulaminowy stan pułku. Istniał on jednak tylko formalnie – nie stanowił jednostki operacyjnej, czego najlepszym dowodem jest fakt, że nie posiadał dowódcy ani sztabu. Kwity rekwizycyjne jednak lub inne dokumenty stemplowane były pieczęcią pułku. Elementami rzeczywistej struktury organizacyjnej wojsk partyzanckich Okręgu Nowogródek były w 1944 r. zgrupowania – bataliony 77 pp tworzyły cztery spośród pięciu zgrupowań tego okręgu (patrz Okręg Nowogródek AK – struktura).

## Struktura organizacyjna 1944
I batalion – utworzony z oddziału partyzanckiego 301.
- stan: 700
- dowódca: kpt. Władysław Żogło „Zych”
  - adiutant: ppor. Kazimierz Dogil „Sawko"
  - lekarz: ppor. Antoni Łozowski „Brodacz”
- skład:

1. kompania – ppor. Jan Wasiewicz „Lew” – przeniesiona do VII batalionu (maj 1944 r.)
2. kompania – ppor. Józef Klukiewicz „Bartek”
3. kompania – ppor. Jerzy Dąbrowski „Dąb”

- przynależność: Zgrupowanie Nadniemeńskie

II batalion – utworzony z oddziału partyzanckiego 314.
- stan: 650
- dowódca: kpt. Jan Borysewicz „Krysia”
  - adiutant: sierż. Franciszek Załuski „Socha”
  - lekarz: ppor. Ryszard Fidelski „Burda”
  - kapelan: ks. ppor. Ignacy Kryński „Poważny”
- skład:

1. kompania – ppor. Edward Jodko „Narkiewicz” do 03.1944 r., ppor. Aleksander Dziakiewicz „Oleś” do końca 05.1944 r., ppor. Jan Borysewicz „Bzura” – stryjeczny brat Jana Borysewicza „Krysia”
2. kompania – por. Antoni Borewicz „Antoni”
3. kompania – ppor. Kazimierz Krzywicki „Wiesław”

kompania zapasowa – ppor. Aleksander Dziakiewicz „Oleś”
- przynależność: Zgrupowanie Północne

III batalion – utworzony z uderzeniowych batalionów kadrowych
- stan: 480
- dowódca: por. Bolesław Piasecki „Sablewski”[1]
  - adiutant: ppor. Jan Wyszomirski „Wroński”
  - lekarz: Stefan Goebel „Kreczetow”
  - kapelan: ks. Mieczysław Suwała „Oro”
- skład:

1. kompania – ppor. Stanisław Karolkiewicz „Szczęsny”; jednym z żołnierzy tej kompanii byli Leon Suszyński „P-8” „Peoś”, „Litwin”, Boleslaw Marcinkiewicz „Zuk”,
2. kompania – ppor. Ryszard Reiff  „Jacek”
3. kompania – ppor. Stanisław Hniedziewicz „Olgierd” do 8.07.1944 r., następnie ppor. Andrzej Krasiński „Bojar”

- przynależność: Zgrupowanie Wschód

IV batalion – utworzony z oddziału partyzanckiego 312.
- stan: 1600 (łącznie z 2 szwadronem 26 pułku ułanów)
- dowódca: ppor. Czesław Zajączkowski „Ragner”
  - adiutant: sierż. podch. Piotr Szymkowicz „Pietia”
  - lekarz: ppor. Bronisław Oszmian „Demon'
- skład:

1. kompania – ppor. Alfred Matulewicz „Fred”
2. kompania – ppor. Jerzy Bokłażec „Pazurkiewicz” do 04.1944 r., ppor. Jerzy Leszczyński „Lotnik” do 18.05.1944 r., ppor. Józef Jagielski „Pion”
3. kompania – sierż. Andrzej Ochwat „Zając”[2][3], ppor. Jarosław Kmita „Aleksander" do 5.03.1944 r., sierż. pchor. Władysław Kołodziński „Ali”

kompania broni ciężkiej – ppor. Włodzimierz Citowicki „Mewa”
kompania samochodowa – ppor. Jerzy Bokłażec „Pazurkiewicz”
kompania szkolna – ppor. Jarosław Kmita „Aleksander” do końca 04.1944 r., ppor. Niekrasiewicz „Zemsta”
- przynależność: Zgrupowanie Nadniemeńskie

V batalion – utworzony z konspiracyjnej kompanii „Bieniakonie”, pełny stan osiągnął w maju 1944 r.
- stan: 300
- dowódca: kpt. Stanisław Truszkowski „Sztremer” do 3.07.1944 r., kpt. Bolesław Wasilewski „Bustromiak”
  - adiutant: ppor. Józef Wierzbicki „Wróblewski”
  - lekarz: ppor. Jerzy Przyszwa-Strzeszewski „Janko”
  - kapelan: ks. Piotr Siczek „Piotr”
- skład:

1. kompania – ppor. Józef Malinowski „Horyń”
2. kompania – kpt. Stanisław Szabunia  „Licho”
3. kompania – ppor. Czesław Stecewicz „Śmiały” do 04. 1944 r., por. Jan Bobin „Kalina”

dca. plutonu Bolesław Siemiątkowski „Czarny” odznaczony Krzyżem Virtuti Militari
strzelec Fredynand Woronowicz „Fred” odznaczony dwukrotnie Krzyżem Walecznych
- przynależność: Zgrupowanie Północne

VI batalion – utworzony z oddziału partyzanckiego 321.
- stan: 520
- dowódca: kpt. Stanisław Dedelis „Pal”
  - adiutant: pchor. Władysław Kondratowicz „Lot”
  - lekarz: NN „Angloameryka”
- skład:

1. kompania – ppor. Zdzisław Bułak-Bałachowicz „Zdrój”
2. kompania – ppor. Jan Redzik „Nowina”
3. kompania – ppor. Jan Pilecki „Artur”

- przynależność: Zgrupowanie Wschód

VII batalion – utworzony z oddziału partyzanckiego działającego w ośrodku szczuczyńskim
- stan: 780
- dowódca: ppor. Bojomir Tworzyański „Ostoja” od 15.03.1944 r. do początku 04.1944 r., por./mjr Jan Piwnik „Ponury” do 16.06.1944 r., następnie ppor. Bojomir Tworzyański „Ostoja"
  - adiutant: ppor. Bronisław Filipowicz „Mały” do 16.06.1944 r., chor. Wacław Ługowski „Burza”
  - lekarz: Jan Kondrat „Jontek”
- skład:

1. kompania – ppor. Jan Borysewicz „Bzura” do 1. poł. 04.1944 r., ppor. Bojomir Tworzyański „Ostoja” do 16.06.1944 r., ppor. Witold Ginel „Czertwan”, por. Jan Woźniak „Kwaśny”; dowódca I plutonu - ppor. Gustaw Heczko „Skorpion”, „Rogacz”
2. kompania – ppor. Eugeniusz Klimowicz „Okoń”
3. kompania – ppor. Jan Wasiewicz  „Lew” – po przeniesieniu z 1 batalionu
4. kompania – por. Jan Woźniak „Kwaśny”, następnie NN  „Aleksander”.

- przynależność: Zgrupowanie Zachód

VIII batalion „Bohdanka” – utworzony z Samodzielnych Kompanii Zdzięcioł-Nowojednia „Stawy-Mydło” oraz Nowogródek „Stawy-Ryby”
- stan: 200
- dowódca: ppor. Tadeusz Mossakowski „Jastrzębiec” do 7.06.1944, Tadeusz Drobniak „Jarosz” do 4.07.1944 r., ppor. Józef Zwinogrodzki „Turkuć”
- adiutant: Julian Horodecki „Tor”
- lekarz: NN „Kocur”
- skład:

1. kompania – ppor. Józef Zwinogrodzki „Turkuć”
2. kompania – ppor. Wacław Janikowski „Jurand”
3. kompania – ppor. Leszek Kozłowski „Gaston”
4. kompania – kpr./ppor. Józef Abłażej „Bohun”.

- przynależność: Zgrupowanie Nadniemeńskie